# Connexité simple

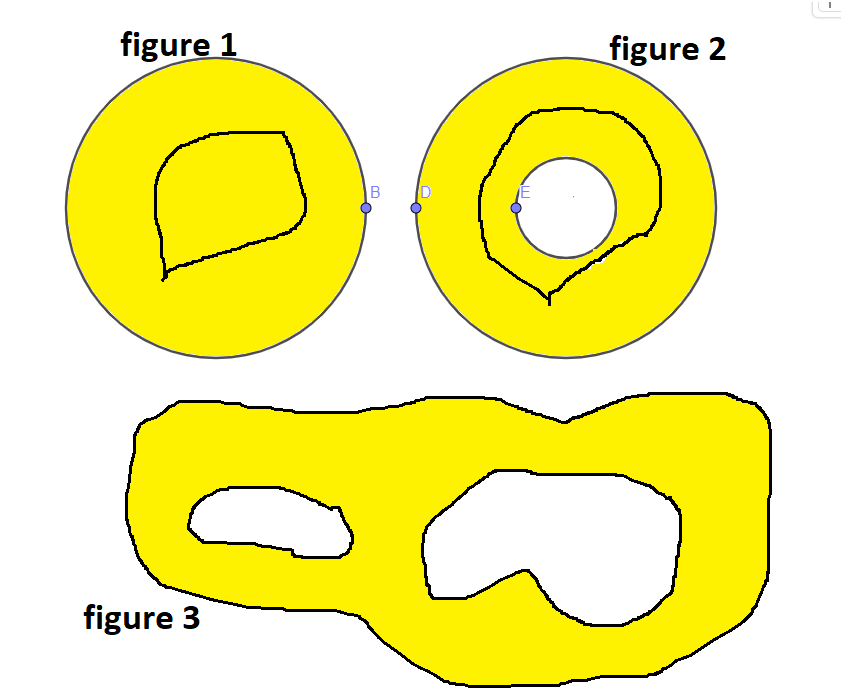
L'ouvert illustré sur la figure 2 défini par par exemple, n'est pas simplement connexe.

En topologie générale et en topologie algébrique, la notion de simple connexité raffine celle de connexe par arcs. Dans un espace connexe par arcs, deux points quelconques peuvent toujours être reliés par un chemin. Dans un espace simplement connexe, cela est toujours possible d'une et une seule façon, l'unicité étant à comprendre au sens de « à déformation (isotopie) près ». Intuitivement, là où un espace connexe est simplement « d'un seul tenant », un espace simplement connexe est de plus sans « trou » ni « poignée ».
On formalise cela en disant que tout lacet tracé dans un espace simplement connexe doit pouvoir être réduit continûment (c'est-à-dire par homotopie) à un point.

## Définition
Si X est un espace topologique connexe par arcs, on dit qu'il est simplement connexe si tout lacet tracé sur X est homotope à un point.
Intuitivement, on peut tirer sur le lacet pour le rétrécir jusqu'à ce qu'il ne forme plus qu'un point, il n'y a pas d'obstacle (c'est-à-dire de trou).
On parle aussi de parties simplement connexes ; une partie d'un espace topologique est dite simplement connexe si, munie de la topologie induite, elle constitue un espace topologique simplement connexe.
Formulations équivalentes :
- Un espace topologique connexe par arcs est simplement connexe si et seulement si pour tous x, y, deux chemins quelconques p, q : [0, 1] → X de x à y sont toujours homotopes.
- Un espace topologique connexe par arcs est simplement connexe si et seulement si son groupe fondamental est trivial, c'est-à-dire réduit à l'élément neutre.

## Exemples
Sont simplement connexes :
- tout espace contractile, par exemple toute partie non vide convexe (ou même seulement étoilée) d'un espace vectoriel normé sur ℝ ;
- plus généralement, tout espace homotopiquement équivalent à un espace simplement connexe ;
- la sphère Sn pour n ≥ 2 ;
- tout produit d'espaces simplement connexes, comme (ℝn+1)* ≃ Sn × ℝ+* pour n ≥ 2 ;
- le groupe spécial unitaire SU(n) ;
- l'ensemble de Mandelbrot ;
- le cercle polonais (qui est connexe par arc mais non localement connexe).

Ne sont pas simplement connexes :
- ℝ* et plus généralement (par définition) tout espace non connexe par arcs ;
- le cercle S1 ;
- le produit de n'importe quel espace par S1, comme l'ensemble ℂ* ≃ S1 × ℝ+* des nombres complexes non nuls ou le tore Tn = (S1)n ;
- plus généralement, tout tore d'application, comme le ruban de Möbius ou la bouteille de Klein ;
- le groupe spécial orthogonal SO(n) si n ≥ 2.

## Propriétés
- Tout revêtement d'un espace simplement connexe et localement connexe par arcs est un revêtement trivial.
- Le cercle polonais possède un revêtement de degré 2 non trivial.
- Tout revêtement simplement connexe et localement connexe par arcs d'un espace est un revêtement universel.
- Propriété de relèvement des homotopies. Toute application f continue d'un espace simplement connexe X dans la base B d'un revêtement π : Y → B, se relève, c'est-à-dire qu'il existe une application continue g : X → Y telle que f = π o g.
Le cas particulier X = [0, 1] est la propriété de relèvement des chemins.
- Le théorème de Cauchy.

## Généralisations
Un espace est localement simplement connexe lorsque tout point admet une base de voisinages simplement connexes.
Les espaces localement contractiles sont localement simplement connexes.
Un espace est dit semi-localement simplement connexe (par arcs) si tout point admet un voisinage U où tout lacet, contenu dans U, peut être déformé en un point dans X.